# Betäubungsmittel-Verschreibungsverordnung
Die Verordnung über das Verschreiben, die Abgabe und den Nachweis des Verbleibs von Betäubungsmitteln (Betäubungsmittel-Verschreibungsverordnung – BtMVV) gemäß § 1 Abs. 2 des deutschen Betäubungsmittelgesetzes (BtMG) regelt die Abgabe und den Verkehr der in Anlage III des BtMG aufgeführten Substanzen sowie deren Höchstabgabemengen.
Stark wirksame Opioide, die der BtMVV unterliegen, müssen auf besonderen Betäubungsmittel-Rezepten  verordnet werden. Dabei wird zwischen besonderen Einzelfällen (Kennzeichen A), Substitution (S), Kauffahrteischiff (K) und Notfall (N) unterschieden.

## Änderungsrecht nach § 12 BtMVV
Nach § 12 Abs. 2 BtMVV müssen BtM in der Regel schnell geliefert werden, deshalb darf der Apotheker, nach Rücksprache mit dem Arzt, fast alles auf dem BtM-Rezept ändern oder ergänzen. Ausnahme ist natürlich die Unterschrift des Arztes. In dringenden Fällen dürfen auch ohne Rücksprache mit dem Arzt BtM, ggf. auch Teilmengen abgegeben werden, sofern eine Rücksprache nicht zeitnah möglich war. Der Arzt ist aber über diese Veränderung schnellstmöglich zu benachrichtigen.